# Patrick Lodewijks
Patrick Lodewijks (* 21. Februar 1967 in Eindhoven) ist ein ehemaliger niederländischer Fußballtorhüter. In seiner 20-jährigen Profi-Spielerkarriere  wurde er in 374 Spielen eingesetzt. Seit 2006 ist er Torwarttrainer und aktuell auch Torwarttrainer der Niederländischen Nationalmannschaft.

## Spielerkarriere
Patrick Lodewijks begann seine berufliche Laufbahn 1987 beim PSV Eindhoven, dem Verein seiner Heimatstadt, bei dem schon der legendäre Hans van Breukelen gespielt hat. Lodewijks gab sein Eredivisie-Debüt am 23. April 1988 in einem 2:0-Auswärtssieg gegen den FC Groningen. Zur Saison 1989/90 wechselte er zum FC Groningen, wo er bis 1998 blieb, um dann wieder zum PSV Eindhoven zurückzukehren.
Zur Saison 2002/03 wechselte Lodewijks zum Feyenoord Rotterdam. Er spielte sein erstes Spiel am 3. November in einem erneuten 2:0-Erfolg gegen Groningen. Am 21. April 2006 wurde von Marco van Basten als vorläufiger Kader für die FIFA-Fußball-Weltmeisterschaft 2006 berufen. Er rückte am Ende aber nicht in die endgültige Auswahl vor. 2007 beendete er im Alter von 40 Jahren seine aktive Spielerkarriere, nachdem er gegen den englischen Klub Chelsea eine Knieverletzung erlitt, die eine Operation am Meniskus notwendig machte. Infolgedessen war er während der Saison nicht mehr im Einsatz.

## Trainerkarriere
Mit der Beendigung seiner Spielerkarriere übernahm Lodewijks die Aufgabe des Torhüter-Trainer bei Feyenoord und löste damit seinen Vorgänger Pim Doesburg ab. Lodewijks arbeitete in den folgenden Jahren als Torwarttrainer nach Feyenoord auch mit seinem ehemaligen Verein Groningen und von 2014 bis 2015 für die niederländische Nationalmannschaft. Er hörte im August 2015 auf, weil er nach dem Tod seiner Frau mehr Zeit mit seiner Familie verbringen wollte.
Im März 2018 kehrte er erneut als Torhüter-Trainer zur Nationalmannschaft der Niederlande zurück.

## Privates
Lodewijks Frau Yvonne starb am 29. April 2015 im Alter von 46 Jahren bei einem Verkehrsunfall auf der A2 in der Nähe von Eindhoven in Richtung Maastricht. Lodewijks hat drei Töchter.